# Wybory prezydenckie w Islandii w 1980 roku
W wyborach prezydenckich w Islandii w 1980 roku startowało czterech kandydatów, zwycięstwo odniosła Vigdís Finnbogadóttir, która zdobyła zaledwie 1/3 głosów. Została ona pierwszą w historii kraju kobietą na tym stanowisku. W głosowaniu wzięło udział 63% uprawnionych. Łącznie w wyborach oddano 129 049 ważnych głosów.
| Kandydat              | Ilość głosów | Procent głosów |
| --------------------- | ------------ | -------------- |
| Vigdís Finnbogadóttir | 43 611       | 33,8           |
| Guðlaugur Þorvaldsson | 41 700       | 32,3           |
| Albert Guðmundsson    | 25 599       | 19,8           |
| Pétur Thorsteinsson   | 18 139       | 14,1           |